# Giacomo Angelini
Giacomo Angelini o Jacopo Angelini, in tedesco Jakob Engel (Monticello di San Vittore, 15 settembre 1632 – Eichstätt, 30 novembre 1714) è stato un architetto svizzero del Canton Grigioni, attivo prevalentemente in Germania.

## Biografia
Era figlio di Domenico ed Angelica Angelini, originari della Val Mesolcina. Parzialmente lavorò insieme al fratello Carlo Angelini. A Eichstätt ingaggiò più volte il capomastro Hans Schönauer (1660-1727).
Nel 1661, ma forse già nel 1659, giunse come capomastro ad Eichstätt, dove almeno per due volte diresse i lavori di approntamento dei bastioni di Willibaldsburg come urgente misura protettiva in quegli anni di guerra. Subito dopo ottenne l'incarico di erigere alcuni edifici nella zona cittadina della residenza dei principi e, dal 1688, divenne capomastro e architetto del Principato in Eichstätt. Insieme al successivo capo costruttore roveredano Gabriele Gabrieli, plasmò sostanzialmente il volto barocco della città di Eichstätt, che si irradiò anche in quelle vicine e in altre regioni. Al volgere del secolo ricevette un grande incarico, la ricostruzione della nuova Residenza del principe elettore in città, oggi utilizzata da uffici del consiglio del Land.
Mentre portava a termine in Eichstätt un unico spazio sacro nella Spitalkirche, eresse e/o progettò alcune chiese nei dintorni.

## Vita privata
Giacomo Angelini, che non divenne mai cittadino di Eichstätt, bensì rimase sempre appartenente alla corte del Principe Elettore, sposò il 10 novembre 1671 a Eichstätt, Anna, figlia dell'ambasciatore asburgico Johann Jakob Mayr. Anna morì il 3 aprile 1685 e Angelini, il 10 giugno 1686, sposò in seconde nozze Walburga, vedova del consigliere di corte Giovanni Battista Heugel, che gestiva una drogheria e dalla quale ebbe solo una figlia, Anna Maria Angelika. Anche Walburga morì parecchio prima del marito, il 25 maggio 1701.

## Opera

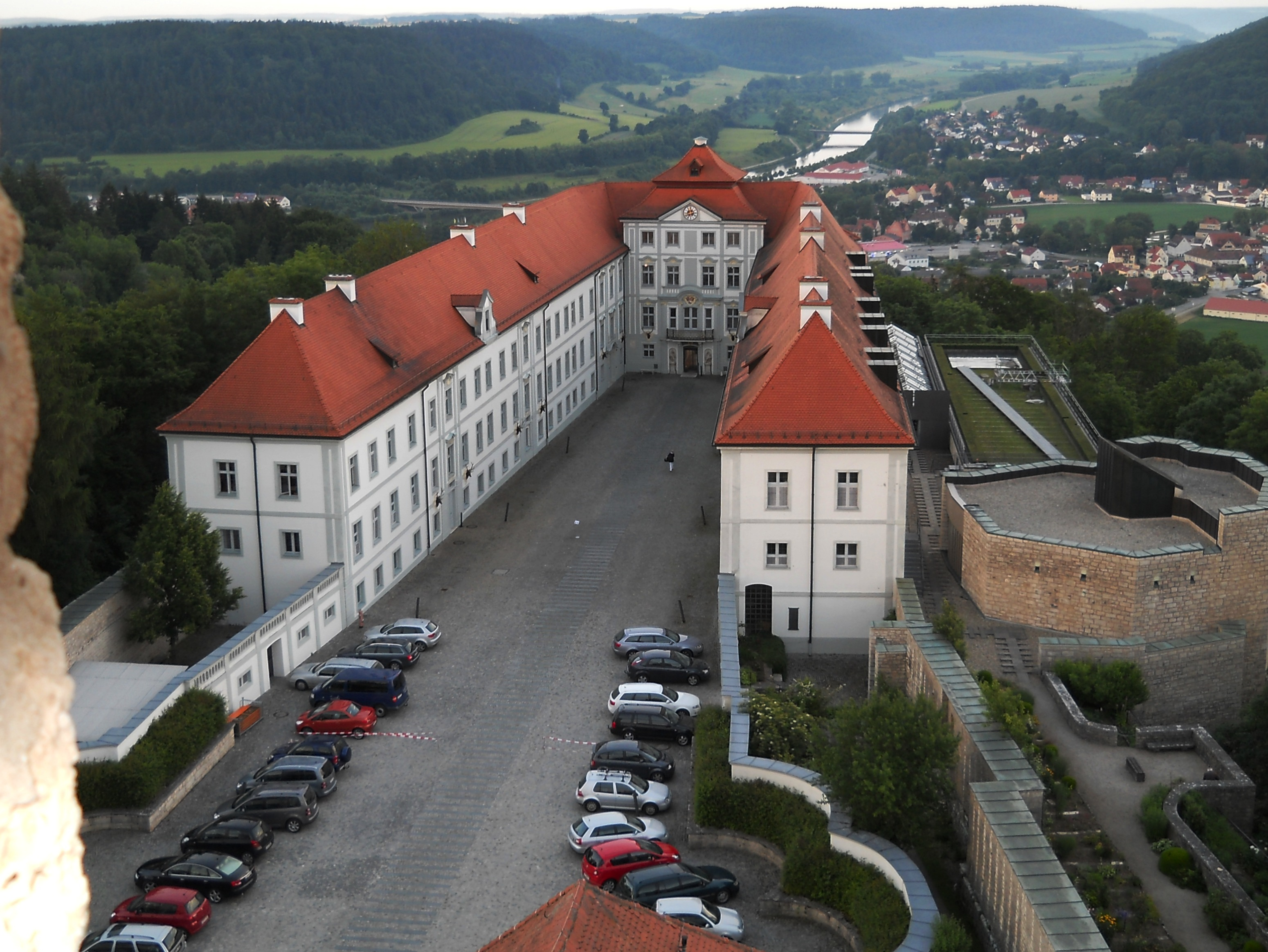
Castello di Hirschberg, lato Est (al centro) ala Nord (a sinistra)

Caratteristici della sua opera sono gli Erker (o bay window), poligonali quadrangolari, spesso muniti di una cupola a cipolla. Gli edifici si sviluppano per lo più in orizzontale come nastri rigidi; nelle finestrature si alternano timpani segmentati e triangolari.
Ad Eichstätt Giacomo Agelini realizzò i Bastioni della città, la prevostura del Duomo, la casa dei canonici di Speth (oggi Ristorante Krone), una casa di abitazione d'angolo in Marktgasse 9 con Erker, la Residenza del Principe Elettore, la casa del vicariato del Duomo, la fontana di san Villibaldo,  una casa nell'attuale Luitpoldstraße 29, con angolo ed Erker poligonale, ed altre opere. Durante la lunga carriera egli lavorò anche per altre città, specialmente nella zona, costruendo, restaurando e/o progettando chiese, campanili, case parrocchiali, santuari, scaloni e parti significative di edifici religiosi e non, inclusi un paio di birrifici, tutto in stile barocco. In particolare lavorò a Abenberg, Arlesheim, Berching, Beilngries, Breitenbrunn, Buchenhüll (Eichstätt), Buxheim, Greding, Hausen, Bettbrunn, Möckenlohe (AdelSchlag), Mörnsheim, Nassenfels, Gempfing, Gerolfing (Ingolstadt), Neumarkt in der Oberpfalz, Obermässing, Ornbau, Osterberg,  Pfunz (Walting), Pietenfeld, Pleinfeld, Preith (Pollenfeld), Schernfeld, Seuversholz (Pollenfeld), Spalt, Stirn (Pleinfeld), Titting, Untermässing (Greding), Pfalzpaint, Wettstetten,